# کلیف ادواردز
کلیف ادواردز (انگلیسی: Cliff Edwards؛ ۱۴ ژوئن ۱۸۹۵ – ۱۷ ژوئیهٔ ۱۹۷۱) یک موسیقی‌دان اهل ایالات متحده آمریکا بود.
ادواردز بر اثر آرتریوسکلروز و ایست قلبی درگذشت

## فیلم‌شناسی
از فیلم‌ها یا برنامه‌های تلویزیونی که وی در آن نقش داشته‌است می‌توان به سربازان پیاده، بر باد رفته، دامبو، گناه مادلن کلوده، نمایش هالیوود ۱۹۲۹، منشی همه‌کاره او، پینوکیو اشاره کرد.